# Belegschaftsaktie
Belegschaftsaktien (englisch employee stock ownership) sind eigene Aktien, die eine Aktiengesellschaft ihrer Belegschaft zur Verfügung stellt.

## Allgemeines
Aktien werden im Regelfall überwiegend an der Börse gehandelt, jedoch kann ein Teil der Aktien aus diesem Streubesitz außerhalb der Börse sich in Händen von Großaktionären, im Eigenbestand (eigene Aktien) oder bei Mitarbeitern befinden. Die Ausgabe von Belegschaftsaktien, meist mit Rabatten von 20 % bis 40 % auf den aktuellen Börsenkurs, ist die vorherrschende Form der Mitarbeiterbeteiligung durch Mitarbeiter-Kapitalbeteiligung in Deutschland. Belegschaftsaktien werden an Mitarbeiter und den Vorstand ausgegeben, möglich sind dabei auch Aktienoptionen.

## Zweck
Belegschaftsaktien sind ein Instrument der Vermögensbildung in Arbeitnehmerhand und stellen eine Beteiligung eines Arbeitnehmers am Unternehmen des Arbeitgebers dar. Sie dienen zudem der Mitarbeiterbindung und können eine Stärkung des Arbeitnehmerinteresses an den Unternehmenszielen herbeiführen. Sie können auch zur Arbeitsmotivation in Form von Bonuszahlungen oder als Incentives ausgegeben werden.

## Rechtsfragen
Aktienrechtlich stehen der Aktiengesellschaft drei Wege offen, um Belegschaftsaktien an ihre Mitarbeiter ausgeben zu können:
- Nach § 71 Abs. 1 Nr. 2 AktG darf eine Aktiengesellschaft eigene Aktien erwerben, wenn sie diese ihrem Personal zum Erwerb anbietet. Die eigenen Aktien sind jedoch auf 10 % des Grundkapitals beschränkt (§ 71 Abs. 2 AktG).
- Belegschaftsaktien können auch als bedingtes Kapital geschaffen werden durch Gewährung des Bezugsrechts an Arbeitnehmer (§ 192 Abs. 2 Nr. 3 AktG).
- Die Ausgabe von Belegschaftsaktien ist auch durch genehmigtes Kapital nach § 202 Abs. 4 AktG und § 204 Abs. 3 AktG möglich.

Daraus folgt, dass die Emission von Aktien durch einfache Kapitalerhöhung nicht für Belegschaftsaktien genutzt werden darf; § 182 AktG sieht das nicht vor.

## Steuerliche Aspekte
Werden Belegschaftsaktien zu einem niedrigeren Kurs als dem Börsenkurs an Mitarbeiter ausgegeben, so ist der Preisvorteil als Arbeitslohn anzusehen, weil die Verbilligung steuerlich als geldwerter Vorteil beim Arbeitnehmer gilt. Hierzu regelt § 3 Nr. 39 EStG unter Verweis auf § 2 Abs. 1 Nr. 1a Fünftes VermBG, dass dieser geldwerte Vorteil bis zu einem Freibetrag von 2000 Euro steuerfrei bleibt.

## Sperrfrist
Wegen der Ausgabe zum Vorzugskurs sind Belegschaftsaktien in der Regel mit einer Sperrfrist von fünf Jahren versehen, innerhalb derer sie nicht verkauft werden dürfen. Die Verwahrstelle hat diese Sperrfrist zu beachten. Ausnahmen gibt es nur bei Arbeitsunfähigkeit oder Tod des Belegschaftsaktionärs. Ferner sind steuerliche Nachteile möglich, wenn die Belegschaftsaktien innerhalb einer bestimmten Frist nach dem Kauf wieder verkauft werden. Für Aktien, die vor dem 1. April 2009 erworben wurden, ist der inzwischen aufgehobene § 19a EStG a. F. zu beachten. Danach muss der geldwerte Vorteil, der bei einem Verkauf innerhalb von sechs Jahren anfällt, in jedem Fall voll versteuert werden. Die Frist von sechs Jahren beginnt am 1. Januar des Jahres, in dem die Aktien angeschafft wurden. Das Gleiche gilt, wenn die Belegschaftsaktien bis zum 1. Januar 2016 angeschafft wurden, aufgrund einer vor dem 1. April 2009 geschlossenen Vereinbarung, die dem Mitarbeiter einen verbindlichen Anspruch auf den Bezug der Aktien zum Vorzugskurs einräumte (§ 52 Abs. 35 EStG).